# کوچارلی
کوچارلی (به ترکی استانبولی: Koçarlı) یک منطقهٔ مسکونی در ترکیه است که در استان آیدین واقع شده است.